# 第一神拳角色列表
以下是森川讓次漫畫作品《第一神拳》的人物列表。

## 鴨川拳館

### 現任拳擊手
幕之内一步（早期台灣翻譯名稱：李幕之）
日本配音員：喜安浩平、國立幸〈幼少期〉／三木眞一郎（廣播劇CD）；台灣配音員：孫國卿（第1季）→于正昇（第2季）→吳東原（第3季）
量級：羽量級
戰績：26戰23勝（23KO）3敗
綽號：風神
成就：東日本羽量級新人王、全日本羽量級新人王、日本羽量級冠軍
本作主角。是個常被欺負的學生，與鷹村相遇後，為了了解什麼是真正的"強"，而加入了鴨川拳館。在這之後遇到了許多選手、經歷了無數場比賽成為日本羽量級冠軍，及後交還拳王腰帶，並準備挑戰國際。曾被鷹村嘲笑私處很大，被說成是重量級。平常在「釣船幕之內」幫忙母親-寬子。為人非常謙虛，也因為這一點，受到大量觀眾的喜愛。
其他人認為他的宿敵是宮田一郎，但本人似乎更視對方為憧憬對象，曾試圖交還腰帶並挑戰宮田，但因對方爽約而取消。與間柴久美互相喜歡，從久美打工的麵包店就對久美一見鍾情。
與岡薩雷斯一戰後，在日常的行為與練習賽的種種跡象，周遭眾人皆懷疑腦部創傷病變。在休息一個月後的復出賽再度失敗。事後經醫生診斷，身體健康，MRI顯示腦部無異常，其餘檢查也全無問題，若再休息一段時間，有可能回到原本的狀態，但根據影片中的打法來看，屬於高危險群。但復出賽時的異常表現和家庭因素的考量下，還是決定在身體出現異常之前，以健康的身體繼承海釣船事業，並且不造成家裡的負擔，故而決定引退。
引退之後，專心於海釣船的工作，偶爾會協助擔任梅澤的漫畫助手。休養2個月後，因鴨川會長重感冒住院，篠田跑來拜託協助擔任助手，為了回報恩情，故而轉任助手。助手的初道戰中，看到同期的速水龍一飽受腦部創傷病變的慘狀，更加深了不願復出的想法。
鷹村守（たかむら まもる）（早期台灣翻譯名稱：陳英村）
日文配音員：小山力也；台灣配音員：孫德成（第1季）→孫中台（第2季）→吳東原（第3季）
量級：次中量級→中量級→超中量級
戰績：26戰26勝（26KO）
綽號：日本之鷹、擊敗熊的男人
成就：WBC世界次中量級、中量級拳王及超中量級拳王、WBA世界中量級拳王
同時是WBC世界中量級、次中量級、超中量級冠軍及WBA世界中量級冠軍，擁有無法計算的實力與豪放的個性本作最強的拳手。鴨川拳館的拳手是和他相遇之後，才開始打拳的。resort企業「鷹村開發」的富家子弟，因為其個性而被家族冷落。儘管離家多年，大哥還是有替他做好隨時引退拳壇後的生涯規劃。目標是稱霸六個量級，出道以來未嘗一敗。野性和冷靜兼備的選手。
曾在山上修練時空手擊敗大熊，胸口也因此留下熊抓傷痕。也有著用2根手指戳破3片瓦片的實力。個人表演慾極強但非常單純，在進場甚至比賽時也會試圖讓自己表演，也經常因此而出糗。甚至贏下比賽仍因其性格而被觀眾怒罵。雖然性格惡劣而且幼稚，仍因其強大實力和暗中對後輩的幫助而被拳館全體所尊敬，也被鴨川源二視為最好的孝子。
青木勝（あおき まさる）（早期台灣翻譯名稱：王青木）
日文配音員：高木涉；台灣配音員：李景唐（第1季第3集）→吳文民（第1、2季）→吳東原（第3季）
量級：輕量級
戰績：29戰19勝（12KO）7敗3平
與木村二人在鴨川拳擊館總是扮演著帶動氣氛的角色，總是像影子一般在一步和鷹村身邊為他們加油打氣。風格偏向智慧型，出奇制勝。必殺技為「青蛙拳」。擁有強大的精神力，因此產生了「看旁邊看」的絕招，讓對手和觀眾跟隨其目光看其他地方，再以青蛙拳解決對手。
原宿敵是今江克孝，並在拳王爭霸戰中和他打成平手。而後被伊賀忍擊敗，並視對方為最大目標。在和今江克孝對戰後，得到赤松勇和黃櫻大的崇拜，並將他們收編為「青木組」。同時和木村為棒球好手，投球速度連甲子園選手也難以打中。
除了拳館，還有在拉麵店兼職。拉麵的手藝非常高超，不斷開發出新的菜單，原本的店面擴展了2間，還成為了其中一間的店長，拳館的人經常光顧。喜愛其貌不揚和身型較豐滿的女性，女友為富子。
木村達也（きむら たつや）
日文配音員：藤原啟治；台灣配音員：吳文民（第1季第3集）→李景唐（第1季）→陳余寬（第2季）→鄒韋（第3季）
量級：次輕量級
戰績：28戰17勝（12KO）6敗5平
綽號：泥巴戰高手
與青木二人在鴨川拳擊館總是扮演著帶動氣氛的角色，總是像影子一般在一步和鷹村身邊為他們加油打氣。同時和青木為棒球好手，可輕易將甲子園選手的投球打中，逼得對手要保送。曾在挑戰間柴失敗後宣告退役，但因放不下拳擊而重返賽場。
實力很強，耐力極差(體格與青木差不多,將輕量級位置讓給青木,選擇更輕一級的次輕量級因此比賽前飽受減重之苦導致耐力極差)。前4回合往往可以打出不輸拳王的表現，一旦過了4回合，即使從頭到尾都沒受過任何傷害，也會精疲力竭。並且不斷使出擒抱拖到比賽結束。因此被觀眾稱為泥巴戰高手。在幕之內擔任助手後，戰績開始有了起色。
板垣學（いたがき まなぶ）
日文配音員：浪川大輔；台灣配音員：林士程（第2季）→陳余寬（第3季）
量級：羽量級
戰績：17戰15勝（10KO）2敗
成就：東日本羽量級新人王
擁有天生的拳擊天賦及速度，是一步的後輩。和他家人一樣，喜愛說冷笑話。視一步為憧憬對象及目標，也是因為如此，當初才選擇來到鴨川拳館。
宿敵為今井京介，在學生時期多次敗給他，及後在新人王決賽中擊敗他，因此而回復信心並覺醒其真正實力。但之後在國內羽量級拳王賽中再次被今井擊敗，由於輸得太慘，導致評價下降，並陷入低潮期。在幕之內擔任助手後，期待幕之內誇讚表現，卻反而一直被責備，導致心情受挫，無法維持自身的風格，陷入更低的低潮。

### 教練團
鴨川源二（かもがわ げんじ）
日文配音員：内海賢二（第1、2季）→飯塚昭三（第3季）、宮野真守（戰後篇）／辻村真人（廣播劇CD）；台灣配音員：吳文民（第1、2季）→陳余寬（第3季）
鴨川拳館的會長，比賽時，主要擔任一步和鷹村的助手。選手時代被稱作「鐵拳」，練習非常嚴格，但是很重視自己的拳手。
八木晴彦（やぎ はるひこ）
日文配音員：中嶋聰彥；台灣配音員：李景唐（第1季第3集）→吳東原（第1、2季）→鄒韋（第3季）
拳館經理。負責安排比賽選手，行程規劃，也會幫拳館熟人安排比賽座位。
篠田（しのだ）
日文配音員：佐佐木誠二
負責青木、木村和板垣的比賽教練及助手。年輕時，與拳擊記者藤井稔是同期選手。

### 練習生
青木泰平（あおき たいへい）
鴨川拳館的練習生，青木勝的弟弟，之前為不良少年，欺騙一步喜歡拳擊而拜一步為師，之後卻用於鬥毆被一步一巴掌打倒，在反省過後與金田欽太郎一同拜一步為師。
金田欽太郎（かねだ きんたろう）
鴨川拳館的練習生，之前為不良少年，青木泰平的對手，之後因一步打泰平的一巴掌受到震驚，在反省過後與青木泰平一同拜一步為師。

## 鴨川拳館相關者
間柴久美（ましば くみ）
日文配音員：小林沙苗（第1季）→平田裕香（第2季）→林沙織（第3季）；台灣配音員：錢欣郁（第1季）→王瑞芹（第2季）→邱佩轝（第3季）
本作女主角。間柴了的妹妹。在一步常常去的面包店打工的女孩子。第一次见面是在观看宫田比赛的时候，在那之后，在久美打工的面包店再次相会，一步即对久美一见钟情。自己也很喜歡一步。與哥哥相貌相差極遠，經常讓人難以想像他們是兄妹。在醫院當護士，和富子屬同一間醫院。在幕之内一歩引退後，兩人經常出遊約會，非常擔心幕之内重回拳擊場。凡是幕之内身邊和拳擊有關的人或話題出現，會極力阻擋。並嚴正要求泰平、欽太郎將幕之内在拳館的事情全部彙報給她知道。
貓田銀八（ねこた ぎんぱち）
日文配音員：永井一郎
職業：拳擊手→生意人
鴨川會長的摯友兼宿敵，說話時常常在末尾加一個“捏”，作為一名七十多歲的老頭，身體健康，每次和鴨川會長相遇的時候，總是還大打出手，來一場精彩的拳鬥比賽，平時也經常鍛煉身體，身體上有著結實的肌肉，對拳擊方面的知識相當了解，給過一步很好的拳擊建議。指導的拳擊都是用切實有效的技術，鴨川源二對其的評價也很高。和鴨川還是現役拳擊手的時候，打練習賽一回合下來常常讓鴨川一拳都打不到。速度型拳鬥手，擁有很好的速度和能力。貓田和鴨川的實力對比，類似如今的宮田一郎與幕之內一步。
梅澤正彥（うめざわ まさひこ）
日文配音員：真殿光昭
一步高中時代的同學，本來常欺負一步，在看過一步的比賽後身受著迷轉而支持他。目標是成為一名漫畫家。之前是釣船幕之內的員工之一，現為漫畫家的助手，工作之餘會去替一步加油。

## 川原拳館
宮田一郎（みやた いちろう）（早期台灣翻譯名稱：田一郎）
日文配音員：關智一、田野惠〈幼少期〉／檜山修之、熊井統子〈幼少期〉（廣播劇CD）；台灣配音員：吳東原（第1、2季）→陳余寬（第3季）
量級：羽量級
成就：東洋太平洋羽量級冠軍
外號「雷神」，擅長和父親一樣的反擊拳。東洋太平洋羽量級冠軍，為了繼承父親的意志，從小就接受拳擊訓練，在與一步的練習賽中輸了之後，為了在正式比賽再次和一步交手，移籍到了川原拳館，是一步的勁敵。
在東日本新人王準決賽中，飲恨敗給用卑鄙手段取勝的間柴，無緣和一步對決。及後轉往東洋國家比賽及訓練，最終成為冠軍。原打算和一步對決，但碰上讓父親退役的選手兒子Randy Boy Jr.。為證明自己父親的拳擊可以在世界立足而取消和一步的賽事，最終成功擊敗Randy。曾因此被鴨川拳館選手憎恨，但了解真相後獲得他們原諒。
宮田父親
日文配音員：石塚運昇／中村秀利（廣播劇CD）；台灣配音員：孫德成（第1季）→于正昇（第2季）
宮田父親，姓氏以下的名字不詳。以反擊拳知名，但缺乏破壞力。與八木為同期生。在東洋賽事中被KO落敗而退役，促成一郎決意繼承父親的拳法成為職業拳擊手。和一郎同時離開鴨川拳館加入川原拳館。

## 浪花拳館
千堂武士（せんどう たけし）（早期台灣翻譯名稱：武千堂）
日文配音員：小野坂昌也、冰上恭子（幼少期）
量級：羽量級
成就：西日本羽量級新人王、日本羽量級拳王
外號「浪速之虎」、「洛基」，目前在WBC世界排名第九位。近距離攻擊手，具野性的力量和直覺，曾二度和一步交手，最終都落敗。雖然不承認主要對手一步為朋友，但二人關係如朋友般良好在中學時期為經常打架的不良學生，但他出手的原因是不能看著朋友受苦而不動聲色，就像他當消防員的父親一樣為了救小孩而犧牲自己一樣，富有強烈的正義感。澤村龍平少數的朋友。同時經常因拳擊而和間柴了大打出手，但同時又互相學習，雙方的助手也認為他們「不知是關係很好還是很壞」。
星洋行（ほし ひろゆき）
量級：羽量級
成就：西日本羽量級新人王
千堂的後輩，對他非常尊敬，稱他是當時唯一一個能撐過他拳頭的人。對千堂的尊敬已達到言聽計從的地步，甚至因此而在體育館中呆站一整晚。強打近戰型選手，在職業賽中基本上全是打中一拳就直接KO，即使是撐過去的千堂也聲稱他的拳頭強得讓他看見死去的父母。由於板垣受傷而無法和他進行東西新人王對決。希望挑戰一步的拳王地位，但及後在對戰板垣時在一拳也沒打中的情況下第一回合被KO，因而把目標轉向板垣。
柳岡（やなおか）
日文配音員：龍田直樹
千堂的助手兼教練，經常因為千堂的性格和亂跑而感到頭痛。

## 東邦拳館
間柴了（ましば りょう）（早期台灣翻譯名稱：柴平山）
日文配音員：田中正彦
量級：羽量級→次輕量級→輕量級
成就：日本次輕量級拳王、東洋太平洋輕量級拳王。
外號「死神」，外貌兇狠，起初為了獲勝不惜在比賽中犯規，在經過禁賽期後，脾氣大有改進，即使面對對手的犯規與挑釁，也能用正當的方式防守並將對手給屠宰的更慘烈。曾在東日本新人賽中因耍詐而擊敗宮田，但在決賽敗給一步。及後轉到次輕量級並成為拳王，但因在對澤村龍平的比賽中因嚴重犯規而落敗並且停賽。復出後再升一個量級，並成為東洋太平洋輕量級拳王。
本人為久美的兄長，三年前，雙親在自己17歲時因為發生車禍意外過世，自此與妹妹久美相依為命，之後為了減輕妹妹久美的負擔決定加入拳擊的行列，也非常珍惜與關心自己唯一的妹妹久美，對她有著和外表不相稱的溫柔。後來因為知道一步喜歡久美的事，因此對一步產生出強烈的反感，甚至去干涉久美與一步的來往，但實際上只是跟蹤和突然出現在他們的身邊，並沒有要插手的意思。後來久美沒有不去觀看一步的比賽的因素，所以自己經常會親自去觀看比賽，然後向久美報告一步的表現狀況與結果。

## 仲代拳館
伊達英二（だて えいじ）（早期台灣翻譯名稱：伊達英）
日文配音員：相沢正輝
量級：羽量級
成就：日本羽量級拳王
擁有世界級的實力，但兩度在WBA挑戰里卡路德.馬爾濟斯失敗。第一次被輕易擊敗，第二次則戰至第十回合。第一次戰敗後因照顧家人而退役，但為了讓自己重新站起來而參賽，第二次戰敗後再次退役。面對一步挑戰時苦戰，但最終將他擊敗，也是一步的第一場敗仗。退役前在醫院叫一步接捧，繼承他去挑戰世界拳王。
沖田佳吾（おきた けいご）
日文配音員：平田廣明
量級：羽量級
成就：東日本羽量級新人王
伊達的後輩，對一步有警戒，認為應該在他挑戰伊達前將他打敗，及後指名一步作賽，敗北，並被他奪去國內第五位排名，變相加速一步挑戰伊達之戰。

## 音羽拳館
速水龍一（はやみ りゅういち）（早期台灣翻譯名稱：何龍一）
日文配音員：辻谷耕史
量級：羽量級→次羽量級
幕之內一步新人王第二次比賽的對手，外貌長的不錯，深受女性的擁簇。是技術型的拳擊手，Inter High三年連續冠軍的天才拳擊手。和一步一樣以Infight（一種近身戰法）為主要的方式打拳擊。絕招為散彈槍。前日本羽量級選手，與一步比賽之後，降低量級，躋身於日本次羽量級，並在一步與真田比賽之前與小橋健太爭奪日本次羽量級職業拳擊冠軍，結果戰敗。原本在輸給幕之內後，被評價拳頭到了職業後，就沒什麼作用了。與小橋健太一戰後，更奠定了這個評價。
在幕之内的初次助手戰時碰面，並向幕之內表示自己要創造傳說。但現實的戰績卻是10勝11敗，並且在排行榜之外掙扎。勝績都是在生崖前半段獲得的，與小橋健太一戰失敗後的戰績1勝9敗。早在幕之內與小橋的比賽後，受創過於嚴重而有了腦部創傷病變。由於太過心急復出，沒給身體復原的時間，導致情況越來越嚴重。賽後在會場外遇到鴨川會館眾人，青木勸說身體狀況太差，應該引退。 卻過於執著於創造傳說而近乎瘋狂，無法接受。由於人脈很廣，外貌出眾，在藝能界有頗有人氣，具有一定的票房保證，故而拳館才會默許繼續打。但實際上該會館的館長將重心放在今井京介上，不再理會他，甚至連比賽時的助手也沒有。
威路古·札基爾夫（ヴォルグ・ザンギエフ）
日文配音員：森川智之
量級：羽量級→次輕量級
成就：IBF次輕量級世界冠軍
幕之內一步在A級錦標賽決賽時的對手，暱稱「白狼」，曾為業餘的世界拳王，為了賺錢給生病的母親治病而轉為職業選手，來到日本與音羽拳館簽約。之後在A級錦標賽的決賽中面對幕之內一步，被一步的羚羊拳給打倒，而後又於羽量級錦標賽敗於千堂武士，被音羽拳館解約後返回俄羅斯。在母親去世後決定重返美國，轉為次輕量級選手，之後在WBA、WBC和IBF三個組織中排名第一，被美國拳壇稱為“無冕之王”。之後對上IBF次輕量級冠軍麥克·艾略特，打敗他後成為IBF次輕量級拳王。
今井京介（いまい きょうすけ）
日文配音員：中村悠一
量級：羽量級
成就：日本羽量級拳王
今井老家是一家大公司，名副其實的富二代，但是因為不願當大少爺而來打拳擊，從高中時期就和板垣是拳擊對手，並且一直處於上風，多次在業餘比賽中擊敗板垣。因為仰慕幕之內而加入職業拳壇，並在幕之內交還拳王腰帶後成功登上拳王寶座。

## 八戶拳館
山田直道（やまだ なおみち）
日文配音員：阪口大助
量級：次中量級→輕量級→次輕量級→羽量級
一步的後輩，因經常受不了訓練而嘔吐，被鷹村起了外號「吐滿地」。雖然考獲職業拳擊牌，但因學業而離開，並沒有出戰職業賽。及後加入八戶拳館，改用外號「大鐵鎚」。進入職業賽成為沙包型選手（故意挑戰比自己強的對手挑戰並被他當沙包一樣打，以此來賺取收入），卻獲得8戰全勝5KO的戰績，同時因為經常被擊中而導致面容大變。及後在拳王爭霸戰中挑戰一步，在第2回合2分42秒被KO落敗。原打算在挑戰一步後退役，但一步在訪問時指他在首嘗落敗後會再有進步，因而繼續拳擊手生涯。在第63卷中能看見他仍在八戶拳館，臉容也變回當初的外貌，相信已不再擔任沙包選手。

## 沖繩SEASIDE拳館
島袋岩男（しまぶくろ いわお）
日文配音員：江川央生
量級：羽量級
自稱「討海人」，能在不使用潛水裝備下潛入水中約10多分鐘，身高僅159cm，比一步還要矮小，是一步對賽紀錄中唯一對陣比自己矮小的人，但身形非常粗壯。在羽量級拳王挑戰賽中挑戰一步但失敗。對上澤村龍平時被技術性壓制，隨時能被KO，最終澤村想玩弄他而沒有將他擊倒，但島袋仍然以點數落敗。

## 鬼槍留拳館
澤村龍平（さわむら りゅうへい）
日文配音員：三木眞一郎
量級：羽量級→次輕量級
成就：日本次輕量級拳王
外號「尾張之龍」，幼時由於母親遭受家暴而刺傷父親。及後因被母親害怕而遺棄於孤兒院，形成孤獨且凶殘的個性。在中學時已成為不良學生，及後被老師介紹進入拳擊賽事。喜歡在比賽時玩弄對手，因此KO率不高，落敗的賽事也是因為犯規落敗。挑戰一步時一度將他逼入絕境，但最終仍然落敗，被打至重傷送院。鷹村指若非他在賽事中玩弄對手，很可能已經戰勝一步。及後轉往次輕量級，成為第三位，並挑戰間柴了。雖然被打出場外，但由於間柴嚴重犯規而獲得拳王腰帶。在同一天駕馭電單車時發生車禍，最終退役。最終戰績為11勝3負5KO。

## 大滝拳館
小橋建太（早期台灣翻譯名稱：喬健太）
日文配音員：松野太紀
量級：羽量級→次羽量級
拳館：大滝拳擊會館
成就：日本次羽量級冠軍
原日本羽量級拳擊手，與一步比賽之後，降低量級，躋身到日本次羽量級，並與速水龍一爭奪日本次羽量級拳擊金腰帶，並且戰胜對手，奪得冠軍。雖然拳擊才能並不好，但是通過自己堅持不懈的努力而獲得回報，是個非常會認真研究的人，在與一步比賽中使用快速移動（Jump）及扭抱（Clinch）把一步的強打封住，並且把一步耍的團團轉。

## 木下拳館
真田一機
日文配音員：山寺宏一
量級：次羽量級→羽量級
成就：日本次羽量級冠軍
幕之內一步第十三場比賽的對手，立志當一名醫生，對上一步體力用盡後在第五回合敗北。此戰之後退役投入醫學研究，但是心裡仍然放不下拳擊。

## 河合拳館
冴木卓麻
日文配音員：梁田清之
量級：羽量級
綽號“速度之星”，日本國內最快的拳擊手之一，幕之內一步在A級錦標賽第一場的對手，後敗於一步。再次參加A級錦標賽後敗給板垣學，並決定退休。

## 國際拳手
里卡路德.馬爾濟斯(リカルド.マルチネス)
日文配音員：菅原正志
WBA世界羽量級冠軍。唯一打倒伊達英二的拳擊手。在漫畫第56卷得知他68戰68勝64KO無敗，並有21次WBA世界羽量級冠軍防衛成功的紀錄。同時也導致大量拳擊手為了避開這位選手而改打WBC。
布萊恩·霍克
日文配音員：大塚明夫
WBC世界次中量級冠軍拳王，曾是中量級世界冠軍大衛·伊格爾追逐的目標，20戰20勝17KO，2次將對手打下擂台，從未敗北，且幾乎從不鍛煉，完全顛覆現代拳擊的科學理論，靠著過人天賦和野性暴力征服對手，拳擊千變萬化任何姿態下都能做出KO動作，被教練稱打的不是拳擊而是一種暴力行為，自稱在床上和女人的時間比拳擊訓練都長，是一個拳擊天才。有著在紐約的貧民窟中整天與人打鬥的過去，天生的打架高手。擁有不需要練習就能打贏的資質與體格，據鴨川會長所言，其資質還在鷹村守之上。擅長以純粹的暴力所沿生出的原始拳路，脫離拳擊常識的華麗又野蠻的拳擊型態讓他贏得了許多勝利。比賽后，對鷹村感到恐懼心一蹶不振現役引退。
大衛·伊格爾
日文配音員：木内秀信
WBC世界中量級職業拳王，也是前奧林匹克運動會上的多屆冠軍，綽號黃金之鷲。在職業拳擊生涯中僅15戰就成為拳王，敗於鷹村之前戰績為17戰17勝14KO無敗。被稱為運動家的典範，是個非常有禮貌的拳王，和鷹村對比鮮明。拳擊風格與布萊恩·霍克完全相反，靠著科學的訓練與技巧。拳擊技法猶如教科書一般，是十分標準的。原本伊戈爾一直以霍克為目標而鍛煉自己，希望有一天霍克可以提升量級與自己一戰，但沒想到的是霍克自從被鷹村打敗之後就一直就擺脫不掉恐怖的陰影，只要聽到鷹村的名字就驚恐不已，於是伊戈爾決定要親自來到日本與鷹村一戰，看一看能把霍克打成這樣的男人究竟是個什麼樣的人。

## 家族

### 幕之內家
幕之內寛子（まくのうち ひろこ）
日文配音員：寺內順惠、勝生真沙子（第三季的年輕時期）
一步的母親。在身為漁夫的丈夫在意外中過世後接手經營由丈夫遺留下來的釣漁船、然後以單親媽媽的身分把一步給扶養大。
幕之內一男（まくのうち かずお）
日文配音員：寺杣昌紀
一步的父親。已經在意外中過世。在世時為了要增加跟年幼的兒子相處的時光，就利用了廢棄不要的釣魚船來開始經營事業，最後在某次捕魚作業中遇難身亡。當時為了要先拯救船上的同伴，就與自己的漁船一起被大浪給吞噬、一度變成失蹤人口的狀態。後來當遺體被發現時身上只戴了專屬釣魚船標誌的帽子，由當時正在期待父親歸來的年幼的一步從深海裡面拿了回來。與寛子相比較，有平常的時候溫和敦厚、但一激動起來就會發脾氣的性格，是一步與父親相似度相當強烈的地方，可說是一步朝向拳擊界發展的動力。

### 鷹村家
鷹村卓
日文配音員：堀內賢雄
鷹村家的長男，也是鷹村的大哥，現在於家族企業中獨立開設一間事務所。曾在大學時打過美式足球，同時也是該校的明星四分衛。但某場比賽表現失常而被現場觀賽的觀眾大開汽水，與當時正好在現場觀眾席的鷹村爆發衝突，結果數個鄉民觀眾受傷，鷹村也受到輕傷。不過那幾個鄉民卻是惡人先告狀，導致鷹村直接被趕出家族，而且是在高中剛念完就被逐出家族，所以鷹村並未升學就到鴨川練拳去。鷹村卓對於鷹村被逐出家族一事倒是不怎麼關心，不過倒是對當時鷹村傷人的舉動稍微在心裡感動一下。在鷹村將對決布萊恩霍克前一夜將鷹村找去談話，表示若是鷹村奪得腰帶的話，會向鷹村父說些好話，不過鷹村沒有表示意見。在鷹村與霍克苦戰時到觀眾席觀戰，對於鷹村有點擔心，最後見證了鷹村擊敗霍克、奪下腰帶的時刻。
鷹村京香
日文配音員：井上喜久子
鷹村家的獨女，也是鷹村的大姊，現為自家醫院系統擔任營養師。和渡是家族中少數真心關心鷹村的家人，時常與鷹村通電，要鷹村好好保重。在鷹村與霍克苦戰對鷹村加油打氣，對於鷹村有點擔心，最後見證了鷹村擊敗霍克、奪下腰帶的時刻。
鷹村渡
日文配音員：松元惠
鷹村家的末男，也是鷹村的弟弟，目前仍是學生，與鷹村年紀差很多，按漫畫和動畫來看，似乎還是國中生。和京香是家族中少數真心關心鷹村的家人，時常與鷹村通電，要鷹村好好保重。因為體型有點瘦弱，非常尊敬身強體壯又擅長打架的鷹村。在鷹村與霍克苦戰對鷹村加油打氣，對於鷹村有點擔心，最後見證了鷹村擊敗霍克、奪下腰帶的時刻。

### 板垣家
板垣菜菜子
日文配音員：小林優
阿學的妹妹，還是中學學生。喜歡一步，視久美為「情敵」，但被京介暗戀。

## 月刊拳擊迷雜誌編輯部
藤井稔（ふじい みのる）
日文配音員：小野健一／小室正幸（廣播劇CD）
月刊拳擊迷雜誌的取材記者，總是喋喋不休。生日在1959年6月6日（漫畫初登場時31歲）。有著對拳擊界狂熱的性格、豐富的知識，對選手的立場的理解力，來到鴨川拳擊館時在通風口偶然目擊到宮田與一步的超級鎖喉功之後相當注意著一步、並且頻繁的前來取材。以前也是拳擊手，與篠田是同期生。
飯村真理（いいむら まり）
日文配音員：篠原惠美
月刊拳擊迷雜誌的取材記者，藤井的助手。